# Língua tsaconiana
O tsaconiano ou tsakoniano (τσακώνικα; também tzakoniano ou tsakônico) é uma variante muito divergente da moderna língua grega falada na  Tsacónia, no Peloponeso, Grécia. É derivada do grego dórico, sendo uma variante deste. Embora seja tratada convencionalmente como um dialeto do grego,, sendo que algumas obras a consideram como uma língua separada. O tsaconiano se encontra em situação crítica de extinção, havendo poucas centenas de falantes fluentes, a maioria idosos. É parcialmente inteligível com o grego moderno padrão.

## Fonologia

### Vogais
- A [a] pode aparecer como um reflexo do grego dórico [aː], em contexto onde o grego ático tem η [ɛː] e o grego moderno como [i]: αμέρα [aˈmera] correspondendo ao moderno ημέρα [imera] "dia", στρατιώτα [stratiˈota] correspondendo ao moderno στρατιώτης [stratiˈotis] "soldado".
- Ε [e] > [i] antes de vogal. Βασιλήα [vasiˈlia] em lugar de βασιλέα [vasiˈlea].
- O occasionalmente [o] > [u]: ουφις [ufis] < όφις [ˈofis] "serpente", τθούμα [ˈtʰuma] < στόμα [ˈstoma] "boca". Final [o] > [e] depois de coronais e vogais frontais: όνος [ˈonos] > όνε [ˈone], χοίρος [ˈxyros] > χιούρε [ˈxjure], γραφτός [ɣrafˈtos] > γραφτέ [ɣrafˈte], χρέος [ˈxreos] > χρίε [ˈxrie], but δρόμος [ˈðromos] > δρόμο [ˈðromo]
- Υ Em grego moderno é [i], era  [u] em dórico e [y] em ático. O reflexo desses fonema em Tsakoniano é [u], ou [ju] depois de coronais (possível origem em [y]). σούκα [ˈsuka] correspondend ao moderno σύκα [ˈsika] "figoos", άρτουμα [ˈartuma] correspondendo a άρτυμα [ˈartima] "pão"; λύκος [ˈlykos] > λιούκο [ˈljuko] [ˈʎuko] "lobo"
- Ω [ɔː] em grego antigo, vai para [u]: μουρήα [muˈria] (antigo μωρέα [mɔːˈrea], Moderno μουριά [murˈja]), αού [au] < λαλών [laˈlɔːn] "falando".

(Nota: formas de citação em tsaconiano para verbos são particípios, consideradas como derivadas do antigo particípio em -ών.)

### Consoantes
O tsaconiano preserva em algumas palavras o som pré-clássico [w], representado em alguns textos do grego antigo  pelo digamma (ϝ). Em tsaconiano, este som tornou-se uma fricativa [v]: βάννε [ˈvane] "ovelha", correspondente ao antigo ϝαμνός [wamˈnos] (ático ἀμνός).
O tsaconiano tem alterações consideráveis espoletadas por palatalização:
- [k] > [tɕ] : κύριος [ˈkyrios] > τζιούρη [ˈtɕuri], por vezes [ts]: κεφάλι [keˈfali] > τσουφά [tsuˈfa]
- [ɡ] > [dz] : αγγίζων [aŋˈɡizɔːn] > αντζίχου [anˈdzixu]
- [p] > [c] : πηγάδι [piˈɣaði] > κηγάδι [ciˈɣaði]
- [t] > [c] : τυρός [tyˈros] > κιουρέ [cuˈre], por vezes [ts]: τίποτα [ˈtipota] > τσίπτα [ˈtsipta], πίτα [ˈpita] > πίτσα [ˈpitsa]
- [m] > [n] : Μιχάλης [miˈxalis] > Ν(ν)ιχάλη [niˈxali]
- [n] > [ɲ] : ανοίγων [aˈniɣɔːn] > ανοίντου [aˈɲindu]
- [l] > [ʎ] : ηλιάζων [iliˈazɔːn] > λιάζου [ˈʎazu]
- [r] > [ʒ] : ρυάκι [ryˈaki] > ρζάτζι [ˈʒatɕi]. Esse som parece ter sido um alveolar vibrante não sonoro e fricativo até ao século XIX, e o  [ ʒ ] sobreviveu ultimamente só no uso das mulheres no sul da Tsacónia.

Em tsaconiano merdidional, [l] desaparece diante vogais posteriores e centrais: λόγος [ˈloɣos] > Norte λόγo [ˈloɣo], Sul όγo [ˈoɣo]; λούζων [ˈluzɔːn] > Norte λούκχου [ˈlukʰu], Sul ούκχου [ˈukʰu];
Por vezes [θ] > [s], enquanto parece refletir um antigo processo do grego da Lacônia, porém, em outros [θ] é mantido mesmo que a palavra não exista em grego padrão: θυγάτηρ [θyˈɣatir] > σάτη [ˈsati], poré antigo θύων [ˈθiɔːn] (Moderno σφάζω [ˈsfazo]) > θύου [ˈθiu]
No final da palavra [s] > [r], o que reflete o processo antigo laconiano; em tsaconiano é um fonema de ligação: τίνος [ˈtinos] > τσούνερ [ˈtsuner]
No início da palavra [r] > [ʃ]: *ράφων [ˈrafɔːn] > σχάφου [ˈʃafu]
Na terminação comum de verbos -ζω, [z] > [nd] : φωνάζων [foˈnazɔːn] > φωνιάντου [foˈɲandu]
O tsaconiano não tem grupos consonantais e os reduz a oclusivas e africadas aspiradas ou prenasalizadas:
- [ðr, θr, tr] > [tʃ]: δρύας, άνθρωπος, τράγος [ˈðryas, ˈanθropos, ˈtraɣos] > τσχούα, άτσχωπο, τσχάο [ˈtʃua, ˈatʃopo, ˈtʃao]
- [sp, st, sθ, sk, sx] > [pʰ, tʰ, tʰ, kʰ, kʰ]: σπείρων, ιστός, επιάσθη, ασκός, ίσχων [ˈspirɔːn, isˈtos, epiˈasθi, asˈkos, ˈisxɔːn] > πφείρου, ιτθέ, εκιάτθε, ακχό, ίκχου [ˈpʰiru, iˈtʰe, eˈcatʰe, aˈkʰo, ˈikʰu]
- [mf, nθ, ŋx] > [pʰ, tʰ, kʰ]: ομφαλός, γρονθία, ρύγχος [omfaˈlos, ɣronˈθia, ˈryŋxos] > απφαλέ, γροτθία, σχούκο [apʰaˈle, ɣroˈtʰia, ˈʃukʰo]
- [ks] > [ts]: ξερός [kseˈros] > τσερέ [tseˈre]
- [kt, xθ] > [tʰ]: δάκτυλο, δεχθώ [ˈðaktylo, ðexˈθɔː] > δάτθυλε, δετθού [ˈðatʰile, ðeˈtʰu]
- [l] depois de consoantes vai por vezes para [r]: πλατύ, κλέφτης, γλώσσα, αχλάδες [plaˈty, ˈkleftis, ˈɣlɔːsa, aˈxlaðes] > πρακιού, κρέφτα, γρούσα, αχράε [praˈcu, ˈkrefta, ˈɣrusa, aˈxrae]
- [rp, rt, rk, rð] > [mb, nd, ŋɡ, nd]: σκορπίος, άρτος, άρκα, πορδή [skorˈpios, ˈartos, ˈarka, porˈði] > κχομπίο, άντε, άγκα, πφούντα [kʰomˈbio, ˈande, ˈaŋɡa, ˈpʰunda]

[z, v] ficam entre vogais: μυία, κυανός [myˈia, kyaˈnos] > μούζα, κουβάνε [ˈmuza, kuˈvane]
[ɣ, ð] em geral não ficam entre vogais: πόδας, τράγος [ˈpoðas, ˈtraɣos] > πούα, τσχάο [ˈpua, ˈtʃao]

### Prosódia
| Canção original – Tsakoniano | Transliteração Romana | IPA |
| --- | --- | --- |
| Πουλάτζι ἔμα ἐχα τθὸ κουιβί τσαὶ μερουτέ νι ἔμα ἐχα ταχίγα νι ἔμα ζάχαρι ποϊκίχα νι ἔμα μόσκο, τσαί ἁπό τὸ μόσκο τὸ περσού τσαὶ ἁπὸ τὰ νυρωδία ἑσκανταλίστε τὁ κουιβί τσ' ἑφύντζε μοι τ' αηδόνι. Τσ' ἁφέγκι νι ἔκει τσυνηγού μὲ τὸ κουιβί τθὸ χέρε. Ἔα πουλί τθὸν τόπο ντι ἔα τθα καϊκοιτζίαι, να ἄτσου τὰ κουδούνια ντι νἁ βάλου ἄβα τσαινούρτζα. | Poulátzi éma ékha tʰo kouiví tse merouté ni éma ékha takhíga ni éma zákhari poïkíkha ni éma mósko tse apó to mósko to persoú tse apó ta nirodía eskantalíste to kouiví ts' efíntze mi t' aïdóni. Ts' aféngi ni éki tsinigoú me to kouiví tʰo khére Éa poulí tʰon tópo nti, éa tʰa kaïkitzíe na átsou ta koudoúnia nti na válou áva tsenoúrtza. | puˈlatɕi ˈema ˈexa tʰo kwiˈvi tɕe meruˈte ɲ ˈema ˈexa taˈçiɣa ɲ ˈema ˈzaxaʒi po.iˈcixa ɲ ˈema ˈmosko tɕ aˈpo to ˈmosko to perˈsu tɕ aˈpo ta ɲiroˈði.a eskandaˈʎiste to kwiˈvi tɕ eˈfidze mi t a.iˈðoɲi tɕ aˈfeɲɟi ɲ ˈeci tɕiɲiˈɣu me to kwiˈvi tʰo ˈçere ˈe.a pouˈʎi tʰon ˈdopo di ˈe.a tʰa ka.iciˈtɕi.e n ˈatsu ta kuˈðuɲa di na ˈvalu ˈava tɕeˈnurdza |

| Grego Moderno | Pronúncia – Grego Moderno | IPA – fonologia Grega Moderna]]) |
| --- | --- | --- |
| Πουλάκι είχα στο κλουβί και μερομένο το είχα. το τάιζα ζάχαρι και το πότιζα μόσχο και από τον πολύ τον μόσχο και την μυρωδιά του εσκανταλίστη και το κλουβί και μου έφυγε τ' αϊδόνι Κι' ο αφέντης το κυνηγάει με το κλουβί στο χέρι: Έλα πουλί στον τόπο σου, έλα στην κατοικία σου ν' αλλάξω τα κουδούνια σου να βάλω άλλα καινούργια | Pouláki íkha sto klouví ke meroméno to íkha to táïza zákhari ke to pótiza móskho ke apó ton polí ton móskho ke tin mirodiá tou eskantalísti ke to klouví ke mou éfige t' aïdóni. Ki' o aféntis to kinigáï me to klouví sto khéri Éla poulí ston tópo sou, éla stin katikía sou n' allákso ta koudoúnia sou na válo álla kenoúrgia. | puˈlaci ˈixa sto kluˈvi ce meroˈmeno to ˈixa to ˈta.iza ˈzaxati ce to ˈpotiza ˈmosxo c aˈpo tom boˈli tom ˈmosxo ce tim miroˈðja tu eskandaˈlisti ce to kluˈvi ce mu ˈefiʝe t a.iˈðoni c o aˈfendis to ciniˈɣa.i me to kluˈvi sto ˈçeri ˈela pouˈli ston ˈdopo su ˈela stiŋ ɡatiˈci.a su n alˈakso ta kuˈðuɲa su na ˈvalo ˈala ceˈnurʝa |

Português
Eu tinha um pássaro numa gaiola e mantinha-o feliz

Dava-lhe açúcar e uvas de vinho

e de tantas uvas e sua essência,

ficou mau [possivelmente significa "ficou ébrio"] e escapou.

E o seu dono corre agora atrás dele com a gaiola nas mãos:

Volta meu pássaro aonde pertences, vem para casa

Tirarei as tuas campainhas velhas e comprar-te-ei novas.

### Particularidades fonéticas
O tsaconiano não apresenta grupos consonantais, como se vê, e os [s] e [n] não existem; assim, a estrutura silábica tende a ser mais CV do que o Grego Padrão Moderno. O uso de dígrafos na grafia tradicional tende a obscurecer isso. Exemplo: o antigo [hadros] "duro" vai para o tsaconiano [a.tʃe], onde /t͡ʃ/ pode ser considerado um único fonema; é escrito tradicionalmente como o trígrafo ατσχέ (= atskhe).

## Gramática
O tsaconiano sofreu muita simplificação morfológica; são mínimas as declinações de caso.
O presente e o imperfeito do indicativo do tsaconiano é formado por particípios como em inglês, mas difere das demais formas do grego: tsakoniano ενεί αού, έμα αού "Eu estou dizendo, eu estava dizendo" ≈ Grego ειμί λαλών, ήμην λαλών.
- Ενεί (Ení) = Eu sou
- Εσεί (Esí) = Tu és
- Έννι (Éni) = Ele/Ela é
- Έμε (Éme) = Nós somos
- Έτε (Éte) = Vós sois
- Είνι (Íni) = Eles/Elas são
- Έμα (Éma) = Eu era
- Έσα (Ésa) = Tu eras
- Έκη (Éki) = Ele/Ela era
- Έμαϊ (Émaï) = Nós éramos
- Έταϊ (Étaï) = Vós éreis
- Ήγκιαϊ (Ígiaï) = Ele/Elas eram
- φερήκου (homem) φερήκα (mulher) (feríkou/feríka) = Eu trago
- φερήκεις (feríkis) = Tu trazes
- φερήκει (feríki) = Ele/Ela traz
- φερήκουντε (feríkoude) = Nós trazemos
- φερήκουτε (feríkoute) = Vós trazeis
- φερήκουσι (feríkousi) = Eles/Elas trazem

## Exemplos
| Português            | Grego]]                   | Tsaconiano (alfabeto grego) | Tsaconiano (alfabeto latino) | Tsaconiano (Notação Costakis) |
| -------------------- | ------------------------- | --------------------------- | ---------------------------- | ----------------------------- |
| Qual é o meu quarto? | Πού είναι το δωμάτιό μου; | Κιά έννι τθο όντα νι;       | Ciá éñi to óda ni?           | κιά έν̇ι τ̒ο όντα νι;           |
| Onde fica a praia?   | Πού είναι η παραλία;      | Κιά έννι τθο περιγιάλλι;    | Ciá éñi to perigiálli?       | κιά έν̇ι α περιγιάλ̣ι;          |
| Onde fica o bar?     | Πού είναι το μπαρ;        | Κιά έννι τθο μπαρ;          | Ciá éñi to bar?              | κιά έν̇ι τ̒ο μπαρ;              |
| Não me toque assim!  | Μη μ' αγγίζεις εκεί!      | Μη' μ' αντζίτζερε όρπα!     | Mē' m'adzíchere órpa!        | Μαν με ατζ ̌ίτζερρε όρπα!      |

## Amostra de texto
Πουλάτζι ἔμα ἐχα τθὸ κουιβί τσαὶ μερουτέ νι ἔμα ἐχα
ταχίγα νι ἔμα ζάχαρι ποϊκίχα νι ἔμα μόσκο,
τσαί ἁπό τὸ μόσκο τὸ περσού τσαὶ ἁπὸ τὰ νυρωδία
ἑσκανταλίστε τὁ κουιβί τσ' ἑφύντζε μοι τ' αηδόνι.
Τσ' ἁφέγκι νι ἔκει τσυνηγού μὲ τὸ κουιβί τθὸ χέρε.
Ἔα πουλί τθὸν τόπο ντι ἔα τθα καϊκοιτζίαι,
να ἄτσου τὰ κουδούνια ντι νἁ βάλου ἄβα τσαινούρτζα.

Transliteração -
Poulátzi éma ékha tʰo kouiví tse merouté ni éma ékha
takhíga ni éma zákhari poïkíkha ni éma mósko
tse apó to mósko to persoú tse apó ta nirodía
eskantalíste to kouiví ts' efíntze mi t' aïdóni.
Ts' aféngi ni éki tsinigoú me to kouiví tʰo khére
Éa poulí tʰon tópo nti, éa tʰa kaïkitzíe
na átsou ta koudoúnia nti na válou áva tsenoúrtza.
IPA -
puˈlatɕi ˈema ˈexa tʰo kwiˈvi tɕe meruˈte ɲ ˈema ˈexa
taˈçiɣa ɲ ˈema ˈzaxaʒi po.iˈcixa ɲ ˈema ˈmosko
tɕ aˈpo to ˈmosko to perˈsu tɕ aˈpo ta ɲiroˈði.a
eskandaˈʎiste to kwiˈvi tɕ eˈfidze mi t a.iˈðoɲi
tɕ aˈfeɲɟi ɲ ˈeci tɕiɲiˈɣu me to kwiˈvi tʰo ˈçere
ˈe.a pouˈʎi tʰon ˈdopo di ˈe.a tʰa ka.iciˈtɕi.e
n ˈatsu ta kuˈðuɲa di na ˈvalu ˈava tɕeˈnurdza

Grego Padrão -
Πουλάκι είχα στο κλουβί και μερομένο το είχα.
το τάιζα ζάχαρι και το πότιζα μόσχο
και από τον πολύ τον μόσχο και την μυρωδιά του
εσκανταλίστη και το κλουβί και μου έφυγε τ' αϊδόνι
Κι' ο αφέντης το κυνηγάει με το κλουβί στο χέρι:
Έλα πουλί στον τόπο σου, έλα στην κατοικία σου
ν' αλλάξω τα κουδούνια σου να βάλω άλλα καινούργια

Tradução para português -
Eu tinha um pássaro numa gaiola e mantinha-o feliz
Dava-lhe açúcar e uvas de vinho
E de tantas uvas e sua essência ,
Ficou mau [possivelmente significa "ficou ébrio"] e escapou.
E o seu dono agora corre atrás dele com a gaiola nas mãos:
Volta meu pássaro aonde pertences, vem para casa
Tirarei as tuas campainhas velhas e comprar-te-ei novas.